# Лоренсо, Хорхе
Хо́рхе Лоре́нсо Герре́ро (исп. Jorge Lorenzo Guerrero, род. 4 мая 1987 года, в городе Пальма-де-Мальорка, Балеарские острова, Испания) — испанский мотогонщик. В 2006 и 2007 годах выиграл чемпионские титулы в классе 250 cc чемпионата мира по шоссейно-кольцевым мотогонкам, в старшем же классе MotoGP становился чемпионом в 2010, 2012 и 2015 годах.

## Биография
Лоренсо дебютировал в чемпионате на своё пятнадцатилетие, во второй день квалификации Гран-при Испании 2002 года в классе 125 cc (ему пришлось пропустить пятницу, так как он не был допущен). На подиуме у него всегда за щекой леденец, так как его личный спонсор — Chupa Chups. Лоренсо был подавляюще силен в чемпионате мира 2007 года в классе 250 cc (он победил в первых шести гонках сезона подряд, везде стартуя с поула).
Победа Хорхе в Мизано в 2007 году была для него 16-той в классе 250 сс, с ней он стал самым успешным испанским гонщиком в классе 250 cc всех времен (на одну победу меньше у Дани Педросы и Сито Понса).
В 2008 году Хорхе Лоренсо перешёл в класс MotoGP в команду Fiat Yamaha Team, его напарником стал Валентино Росси. В 2009 году между напарниками разгорелась отчаянная борьба за чемпионский титул. В итоге победу одержал более опытный Росси. Но год борьбы не прошёл для Лоренсо даром, опыт полученный в борьбе с Валентино пригодился в следующем году.
В 2010 Лоренсо выигрывает свой первый титул в королевском классе, набрав рекордное количество очков — 383. Одержал победу в 9 гонках. Его именитый напарник Валентино Росси переходит с 2011 года к конкурентам, в команду Ducati.
В 2011 Хорхе Лоренсо боролся за победу в чемпионате с австралийцем Кейси Стоунером, который перешёл из заводской Ducati в Repsol Honda. В этом году у Yamaha не было такого преимущества над соперниками, как в былые годы. Лоренсо пришлось выжимать из мотоцикла всё возможное, чтобы не отставать от конкурентов из Repsol Honda. По итогам года Лоренсо занял в чемпионате второе место, одержав 3 победы и набрав 260 очков. Неудачное падение на ГП Австралии и травма руки вывели Лоренсо из игры до конца сезона.
В 2012 Хорхе Лоренсо, продолжая выступать в команде Yamaha factory Racing, завоевал свой второй чемпионский титул в MotoGP. Основным соперником в борьбе за чемпионство был Дани Педроса из Repsol Honda.
Нелюбим поклонниками Валентино Росси за то, что практически «выжил» последнего из Yamaha в результате острой и бескомпромиссной борьбы в сезонах 2009—2010 годов. В 2013 году с возвращением Валентино Росси в заводскую команду Yamaha вновь стали напарниками.

### 2013-й год
1. Гонку в Катаре Лоренсо выиграл, став лидером со старта и продержавшись в этом статусе всю гонку.
2. Гонку в Остине (США) Лоренсо закончил на подиуме, третьим, ничего не сумев поделать с двумя пилотами Repsol Honda — новичком Марком Маркесом, который выиграл гонку, и Дани Педросой.
3. В Хересе Лоренсо вновь становится третьим, но на этот раз поборовшись за победу с Маркесом, финишировавшим вторым, и Педросой, который одержал первую победу в сезоне.
4. Гонка в Ле-Мане сложилась неудачно не только для Лоренсо, но и для его напарника Валентино Росси. И если Лоренсо ехал плохо и финишировал седьмым из-за проблем с мотоциклом, то Росси упал, и финишировал двенадцатым.

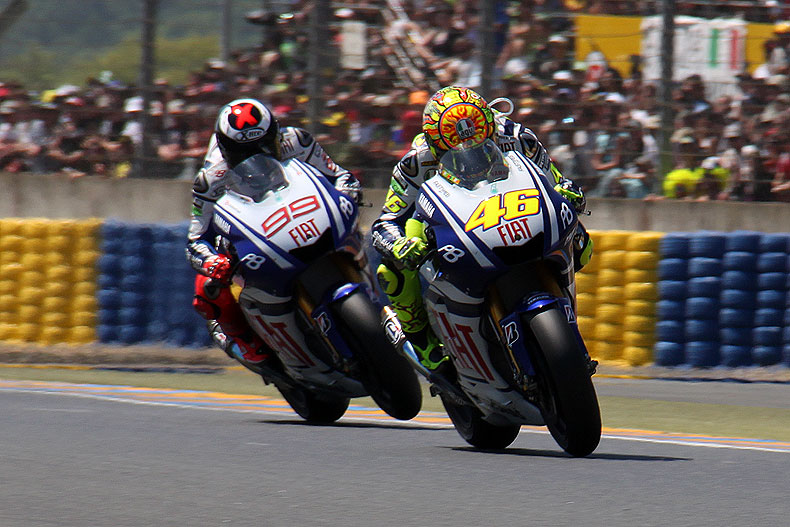
Хорхе Лоренсо (#99) и Валентино Росси (#46) на Гран-при Франции 2010 года

5. Муджелло становится второй победной гонкой для Лоренсо. Интриги как таковой не получилось: на первых кругах упал Росси, от которого ждали изумительного, что-то вроде Катара, и Маркес, который, идя на третьей позиции, умудрился упасть на ровном месте.
6. В Каталонии Лоренсо выиграл во второй раз подряд, и третий в сезоне. Лоренсо на последних кругах вышел в лидеры и ушёл вперёд, оставив Маркеса и Педросу побороться за второе место, что в итоге занял Педроса.
7. Гонка же в Ассене прошла блестяще. На практике Лоренсо упал на мокрой трассе, и сломал ключицу, однако участвовал в гонке, с титановой пластиной, и начал гонку с 12 места. Никто не ожидал такого от Лоренсо, но он совершил казалось бы невозможное, став пятым. Гонку выиграл напарник Лоренсо Валентино Росси, дав надежду на интригу в следующей гонке.
8. В гонке в Германии Лоренсо не принимал участия из-за проблем с ключицей. Маркес воспользовался отсутствием Лоренсо и выиграл, второй Кратчлоу, третий Росси.
9. Имея проблемы со здоровьем, Лоренсо закончил гонку в Лагуна-Секе шестым. Молодой Маркес вновь показал свой талант и выиграл во второй раз подряд, увеличивая свои шансы на чемпионство. Обладатель поула Штефан Брадль не выстоял перед Маркесом и стал вторым, третий Росси.
10. Лоренсо ничего не сумел сделать против двух Honda под управлением Педросы и Маркеса. Лоренсо довольно долго вёл гонку, но Маркес вновь оказывается лучше и выигрывает три американских этапа в этом сезоне. Педроса также сумел воспользоваться мощью своего мотоцикла и обошёл Лоренсо, став вторым.
11. Гонку в Чехии Лоренсо вновь заканчивает третьим, пропустив вперёд Маркеса и Педросу, которые боролись до финиша и победу одержал Маркес.
12. Гонкой в Сильверстоуне закончилась победная серия Маркеса, которую прервал именно Лоренсо. Оба вышли вперёд на самом старте, причём Лоренсо лидировал, а Маркес пытался обойти. В то же время Маркес ехал с вывихнутым плечом, повреждённым на утренней сессии. Однако это не помешало ему бороться с Лоренсо до самого финиша.
13. Гонка в Сан-Марино повторила Катар: Лоренсо вырвался вперёд со старта, и ушёл в отрыв, не дав никому к себе приблизиться.
14. Гран-при Арагона закончилась победой Марка Маркеса. Педроса улетел в хайсайд, и побороться за победу мог только Лоренсо. Что он в общем-то и сделал, однако обойти Маркеса не сумел.

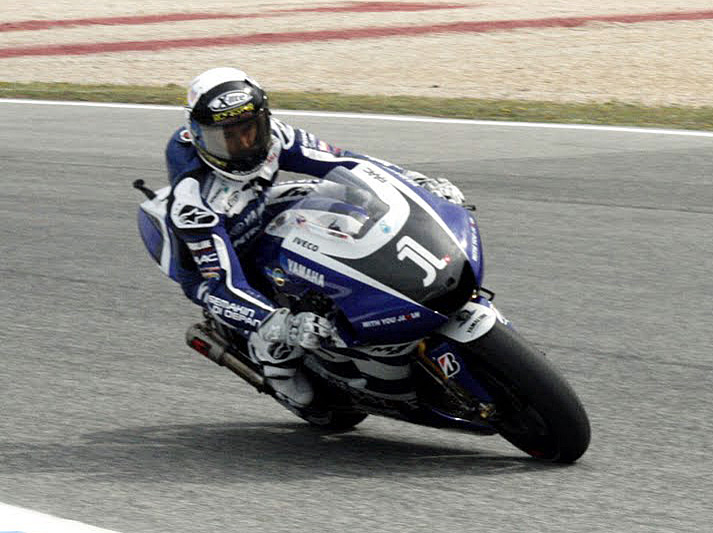
Хорхе Лоренсо на трассе Эшторил, 2011 год

15. Гонку в Малайзии после долгого отсутствия на высшей ступени подиума выиграл Педроса. Лоренсо выехал вперёд на первых кругах, за ним следовали Маркес и Педроса. Но в конце концов Лоренсо выпустил вперёд и того, и другого, и отставание от Маркеса в чемпионате стало довольно угрожающим.
16. Гонка в Австралии проводилась по очень драматичному формату: из-за повышенного износа шин Bridgestone на новом полотне трека, организаторы ввели обязательные пит-стопы, а протяжённость гонки сократили до 19 кругов. Согласно новым правилам, каждый гонщик должен был проехать на одном комплекте шин не более 10 кругов, а после — поменять мотоцикл. Лоренсо довольно привычно начал гонку лидером, и лидировал на протяжении более половины дистанции, за ним шёл дуэт Honda. После пит-стопа произошёл ключевой момент гонки: Маркес, вместо разрешенных 10, проехал 11 кругов на одном комплекте шин, после этого, организаторы указали, что Маркес должен проехать через пит-лейн, однако, он это требование проигнорировал. Маркес был дисквалифицирован, а Лоренсо торжествовал.
17. Лоренсо сократил отставание от Маркеса в чемпионате, выиграв гонку в Мотеги. Маркес в то же время стал вторым, а Педроса третьим.
Перед последним этапом Лоренсо имеет 305 очков, на 13 очков отставая от Маркеса. В этом сезоне Лоренсо занял семь первых мест, одно второе, пять третьих, одно пятое, одно седьмое место и одну гонку пропустил.
18. На заключительном этапе чемпионата мира 2013 года в испанском городе Валенсия Лоренсо стартовал со второго места, квалификацию выиграл его главный соперник по чемпионату — Марк Маркес. Сразу после старта, Хорхе вырвался в лидеры и на протяжении первой половины гонки успешно отбивал атаки Дани Педросы, который после старта объехал Маркеса и вышел на второе место. Тактика Лоренсо на последнюю гонку заключалась в следующем: стать лидером со старта и после этого тормозить весь пелетон — для того, чтобы гонщики, следующие за ним навязали борьбу Марку Маркесу. Однако, такая тактика не увенчалась успехом — после 10-го круга Лоренсо увидел, что пилоты, следующие за Маркесом (Валентино Росси и Альваро Баутиста) находятся слишком далеко от него и шансов навязать борьбу Марку у них нет. После этого, Лоренсо взвинтил темп и пришёл к финишу первым, сразу за ним — Дани Педроса и Марк Маркес. Таким образом, после этапа в Валенсии, Лоренсо удалось сократить отставание в общем зачете от Марка Маркеса на 9 очков, однако, этого оказалось недостаточно для победы в чемпионате и чемпионом сезона 2013 стал Марк Маркес с перевесом в 4 очка (334 очка против 330 у Лоренсо). Второй — Лоренсо, третий — Педроса.

## Особенности вождения
Основными сильными сторонами пилота являются хороший старт, стабильно высокая скорость на длинных сериях кругов, которая может колебаться в пределах одной десятой секунды и очень поздние торможения.